# 因迪亚波拉
因迪亚波拉是巴西圣保罗州的一个市镇。总面积279.466平方公里，总人口3534人，人口密度12.6人/平方公里。